# Im Wald – Ein Taunuskrimi
Im Wald – Ein Taunuskrimi ist ein deutscher Fernsehfilm-Zweiteiler aus dem Jahr 2018. Die Literaturverfilmung basiert auf dem gleichnamigen Roman von Nele Neuhaus und ist die zehnte und elfte Folge der Krimireihe Der Taunuskrimi.

## Handlung

### Teil 1
Als auf einem Zeltplatz im Taunus nachts ein Campingwagen explodiert, wird in den Überresten eine verkohlte Leiche gefunden. Die Kommissare Oliver von Bodenstein und Pia Kirchhoff übernehmen die Ermittlungen. Da Brandspuren zu dem Wohnwagen führen, gehen die Ermittler von einem Mord aus. Die spätere Obduktion ergibt, dass der Mann vor der Explosion erschlagen wurde. Von Bodenstein kennt den Campingplatz, seit er in dem dazugehörenden Ort Waldhain aufgewachsen ist. Daher kennt er die Leute alle sehr gut und hofft, den Fall schnell zu lösen. Eine Zeugin will einen Mann gesehen haben, der vor der Explosion weglief. Dieser kann schnell als der junge drogenabhängige Elias Lessing identifiziert werden. Von Bodenstein sucht dessen Vater Peter Lessing auf, den er gut aus seiner Kindheit kennt. Sie waren Spielkameraden und eine eng verschworene Gemeinschaft, deren Anführer Lessing damals war. Dieser gibt an, dass sein Sohn kriminell und psychisch krank sei. Zudem habe er Hausverbot. Er wisse nicht, wo er sich aufhält. Derweil wird auch die Besitzerin des explodierten Wohnwagens, Rosie Herold, umgebracht. Zunächst nahm man an, die schwerkranke Rentnerin wäre ihrem Krebsleiden erlegen, doch Kommissar Bodenstein findet schnell Hinweise auf ein Tötungsdelikt. Des Weiteren ist der Tote im Campingwagen mit großer Wahrscheinlichkeit ihr Sohn Clemens. Von dessen älterem Bruder erfahren die Ermittler, dass Clemens an einer Dorfchronik arbeitete und sich viel mit dem unaufgeklärten Verschwinden des elfjährigen Artur Berjakov beschäftigte. Der Sohn russischer Spätaussiedler war am 14. August 1982 spurlos verschwunden. Da sich diese Chronik im zerstörten Campingwagen befand, vermuten die Ermittler eine Verbindung zu den aktuellen Ereignissen. In Bodenstein werden so alte Erinnerungen wach, und er muss feststellen, dass er sein Kindheitstrauma noch immer nicht verwunden hat. Von diesem Gedanken getrieben, gibt er keine Ruhe und findet die Überreste seines damaligen Freundes Artur. Die Polizei hatte seinerzeit nur halbherzig nach dem Jungen gesucht, denn die Aussiedler waren im Dorf nicht gerade willkommen. Damals hatte Arturs Mutter die Einwohner mit einem Fluch belegt, der jetzt nach 35 Jahren Wirkung zu zeigen scheint.

### Teil 2
Die Ereignisse spitzen sich zu, als auch Pfarrer Maurer ermordet wird und Pauline Reichenbach, eine Schulfreundin des gesuchten Elias Lessing, verschwindet. Dieser hält sich auf dem Campingplatz bei der Journalistin Felicitas Molin versteckt und versucht mit ihr gemeinsam seine Unschuld zu beweisen. Dabei sollte ihm Pauline helfen und eine Nachricht an Elias’ Freundin überbringen. Während er nach ihr sucht, tötet der Täter die Journalistin, um damit Elias weiter zu belasten. Pauline wird indessen schwer verletzt in einer Höhle gefunden. Um endlich der Wahrheit auf die Spur zu kommen, lässt Bodenstein die „Kinderbande von damals“ zur Vernehmung bringen: Peter Lessing, Inka Hansen, Edgar Herold und Ralf Ehlers. Dabei kommt zutage, dass die Gruppe damals Artur stets als nicht dazugehörend betrachtet und ihn eines Tages im Wald verfolgt hatte. Aus Angst kletterte Artur auf einen Baum und stürzte ab. Die Kinder – an ihren Blutschwur gebunden – ließen Artur liegen und rannten davon. Schwer verletzt schleppte sich der Junge bis zur Straße, wo er von einem Auto überrollt wurde. Am Steuer saßen die verliebte Rosie Herold und ihr damaliger Freund Jakob Ehlers, der ältere Bruder von Ralf Ehlers. Gemeinsam versteckten sie die Leiche von Artur in einem alten Grab und schwiegen 35 Jahre. Als Rosie Herold auf ihre alten Tage ihr Gewissen erleichtern wollte, beichtete sie dem Pfarrer und half ihrem Sohn bei der Dorfchronik. Ehlers blieb dies nicht verborgen, und so tötete er alle, die von seinem Geheimnis wussten. Als Peter Lessing, Inka Hansen, Edgar Herold und Ralf Ehlers erfahren, dass sie all die Jahre fälschlich in dem Glauben lebten, sie wären am Tod des Jungen schuld, drängen sie Jakob Ehlers auf einen Berg, von dem er in die Tiefe zu stürzen droht. Die eintreffenden Beamten können dies gerade noch verhindern und nehmen Jakob Ehlers fest.

## Entstehung & Ausstrahlung
Mit Im Wald wurde das achte Buch der Bodenstein-&-Kirchhoff-Reihe verfilmt. Die Dreharbeiten erfolgten vom 16. Mai bis zum 25. Juli 2017 im Taunus und Umgebung. Teil 1 von Im Wald erreichte am 2. Januar 2018 zur Hauptsendezeit im ZDF 6,98 Millionen Zuschauer, was 20,7 Prozent des Marktanteils entsprach. Am 3. Januar 2018 wurde der zweite Teil von 7,46 Millionen Zuschauern gesehen und erreichte damit einen Marktanteil von 22,6 Prozent.

## Kritiken
Tilmann P. Gangloff meinte auf tittelbach.tv: „der Zweiteiler [ist] nicht so gelungen wie die letzten beiden Nele-Neuhaus-Verfilmungen. Die Handlung bietet zwar genug Stoff für 180 Minuten, aber gerade der zweite Teil wiederholt zu viele Informationen aus dem ersten. Trotzdem hat die enorme Personalfülle zur Folge, dass man zwischenzeitlich den Überblick verlieren kann. Außerdem sind nicht alle prominenten Mitwirkenden wirklich überzeugend. Ausgerechnet dank der Besetzung mit bekannten Fernsehgesichtern verraten Autorin Anna Tebbe und Regisseur Rosenmüller zudem unfreiwillig schon früh, wer der Mörder ist.“
Bei der Frankfurter Allgemeinen Zeitung schrieb Heike Hupertz: „In der neuen Verfilmung, der dritten, die sich hundertachtzig statt früher neunzig Minuten gönnt, um ein fast unüberschaubares Personaltableau und unzählige Verstrickungen in eine Art Haupthandlung und vielerlei Nebenstränge zu sortieren, ist wieder einmal Tag der Abrechnung. Während die früheren Adaptionen gelegentlich an Grzimek-Dokumentationen erinnerten, gibt es dieses Mal höchstens hier und da Füllbilder von Kellerasseln, die bedächtig über Laub klettern (Kamera Marcus Kanter). Auf dem Friedhof wabert der Nebel, ruft das Käuzchen.“ Fazit: „Gruseln für Anfänger.“
Bei Quotenmeter.de äußerte sich Jan Schlüter: „Dass ‚Im Wald‘ eine ordentliche Portion Spannung mitbringt, liegt […] nicht zuletzt an Oliver von Bodensteins persönlicher Verwicklung in den Fall. Wer das Ermittlerduo seit Jahren im ZDF begleitet, wird diesen Fall daher wohl mehr wertschätzen als Neueinsteiger.“ Weiter schrieb er: „Nachvollziehbar wird dieser ‚Taunuskrimi‘ auf zwei Erzählebenen angelegt, in Gegenwart und Vergangenheit. Die zahlreichen, teilweise verschwommenen Rückblenden zeichnen das trügerische Bild einer Dorfidylle und einer erschütterten Kindheit. Selten blitzen gesellschaftskritische Töne durch“.